# Ludwigia bullata
Ludwigia bullata là một loài thực vật có hoa trong họ Anh thảo chiều. Loài này được (Hassl.) H. Hara mô tả khoa học đầu tiên năm 1953.